# 風魔小次郎
《風魔小次郎》（日语：風魔の小次郎）是日本漫畫家車田正美的作品，其後被改編成動畫以OVA的形式推出。2007年10月，被改編為真人電視劇版；以深夜電視劇的形式，在日本數個頻道中播出。

## 劇情簡介
- 夜叉篇

高校白凰學院為了壓制競爭對手誠士館的氣焰，請出傳說中風魔一族的小次郎來整頓秩序。而誠士館背後亦有夜叉一族撐腰。短兵相接的結果終致引發風魔及夜叉兩族全面性的戰爭。面對手持傳說中聖劍「黃金劍」的宿敵飛鳥武藏，小次郎勢必得引出另一把聖劍與之對決，否則別無他法······
- 聖劍戰爭篇

四千年來、兩大勢力、十把聖劍的對決不斷輪迴上演。在現代、一專門收集聖劍的神秘組織「華惡崇」盯上了小次郎及武藏。為了保護聖劍不被濫用，他們必須找出另外三個人，和華惡崇已持有的五把聖劍，再度展開聖劍戰爭。
- 最終章·風魔反亂篇

聖劍戰爭結束後，原本被華惡崇消滅的風魔一族倖存者，以新生風魔一族自居。而代表舊勢力的小次郎及友人們，正是他們急欲打倒的對象······

## 登場人物

### 風魔一族
- 小次郎

〔必殺技〕風魔烈風
- 龍魔

超能力戰士，〔必殺技〕風魔死鏡劍
- 劉鹏
- 項羽

〔必殺技〕項羽白羽陣
- 小龍

〔必殺技〕小龍白羽陣
- 霧風

〔必殺技〕風魔霧幻陣
- 琳彪
- 兜丸
- 麗羅

〔必殺技〕風魔朱麗炎
- 風魔總帥

### 夜叉一族
夜叉八將軍
- 白虎
- 不知火
- 紫炎

〔必殺技〕夜叉紫砲炎
- 雷電
- 闇鬼
- 黑獅子
- 妖水
- 陽炎

其他
- 壬生攻介

〔必殺技〕霧冰劍
- 夜叉姬

### 白凰學院
- 柳生蘭子
- 北條姬子

### 誠士館
- 飛鳥武藏

超能力戰士，〔必殺技〕飛龍霸皇劍。有一个妹妹。

### 秩序（コスモ）
秩序正統戰士
- 小次郎

〔聖劍〕風林火山（ふうりんかざん）
- 飛鳥武藏

〔聖劍〕黃金劍（おうごんけん）
- 龍魔

〔聖劍〕征嵐劍（せいらんけん）
- 死牙馬（Σ）

〔聖劍〕白朧劍（びゃくろうけん）
- 伊達總司

〔聖劍〕紅蓮劍（ぐれんけん）
其他
- 白靈山的魔女

### 華惡崇（カオス）
華惡崇正統戰士
- 華惡崇皇帝

〔聖劍〕鳳凰天舞（ほうおうてんぶ）
- 涅絽

〔聖劍〕雷光劍（らいこうけん）
- 雄皇

〔聖劍〕十字劍（じゅうじけん）
- 邪火麗

〔聖劍〕紫煌劍（しこうけん）
- 朱羅

〔聖劍〕幻夢冰翔劍（げんむひしょうけん）
其他
- 羅沙亞
- 紫苑
- 亞沙惡
- 墮毘禰

### 新生風魔一族
- 雷炎
- 夢魔
- 雷藏
- 死紋：超能力戰士，絕招─精神支配

## 出版書籍
| 卷數 | 副標題 | 集英社         | 集英社             |
| 卷數 | 副標題 | 發售日期       | ISBN               |
| ---- | ------ | -------------- | ------------------ |
| 1    |        | 1982年8月15日  | ISBN 4-08-851471-8 |
| 2    |        | 1982年10月15日 | ISBN 4-08-851472-6 |
| 3    |        | 1983年1月15日  | ISBN 4-08-851473-4 |
| 4    |        | 1983年4月15日  | ISBN 4-08-851474-2 |
| 5    |        | 1983年7月15日  | ISBN 4-08-851475-0 |
| 6    |        | 1983年10月15日 | ISBN 4-08-851476-9 |
| 7    |        | 1983年12月15日 | ISBN 4-08-851477-7 |
| 8    |        | 1984年2月15日  | ISBN 4-08-851478-5 |
| 9    |        | 1984年4月15日  | ISBN 4-08-851479-3 |
| 10   |        | 1984年5月15日  | ISBN 4-08-851480-7 |

### 其他版本
| 廉價版 HOME社 Jump Comics Selection | 廉價版 HOME社 Jump Comics Selection | 廉價版 HOME社 Jump Comics Selection | 廉價版 HOME社 Jump Comics Selection |
| 卷數                                | 副標題                              | 發售日期                            | ISBN                                |
| ----------------------------------- | ----------------------------------- | ----------------------------------- | ----------------------------------- |
| 1                                   |                                     | 1993年6月23日                       | ISBN 4-83-421291-2                  |
| 2                                   |                                     | 1993年7月24日                       | ISBN 4-83-421292-0                  |
| 3                                   |                                     | 1993年8月24日                       | ISBN 4-83-421293-9                  |
| 4                                   |                                     | 1993年9月22日                       | ISBN 4-83-421294-7                  |
| 5                                   |                                     | 1993年10月24日                      | ISBN 4-83-421295-5                  |
| 6                                   |                                     | 1993年11月24日                      | ISBN 4-83-421296-3                  |

| 文庫版 集英社 集英社文庫 | 文庫版 集英社 集英社文庫 | 文庫版 集英社 集英社文庫 | 文庫版 集英社 集英社文庫 | 玉皇朝 | 玉皇朝 | 玉皇朝        | 玉皇朝                 |
| 卷數                     | 題字                     | 發售日期                 | ISBN                     | 卷數   | 題字   | 發售日期      | ISBN                   |
| ------------------------ | ------------------------ | ------------------------ | ------------------------ | ------ | ------ | ------------- | ---------------------- |
| 1                        | 風                       | 2000年2月23日            | ISBN 4-08-617515-0       | 1      | 風     | 2024年4月15日 | ISBN 978-988-8873-42-5 |
| 2                        | 雪                       | 2000年2月23日            | ISBN 4-08-617516-9       | 2      | 雪     | 2024年4月17日 | ISBN 978-988-8873-76-0 |
| 3                        | 炎                       | 2000年4月23日            | ISBN 4-08-617517-7       | 3      | 炎     | 2024年6月4日  | ISBN 978-988-8873-81-4 |
| 4                        | 光                       | 2000年4月23日            | ISBN 4-08-617518-5       | 4      | 光     | 2024年6月14日 | ISBN 978-988-8886-04-3 |
| 5                        | 雷                       | 2000年5月23日            | ISBN 4-08-617519-3       | 5      | 雷     | 2024年7月2日  | ISBN 978-988-8886-05-0 |
| 6                        | 天                       | 2000年5月23日            | ISBN 4-08-617520-7       | 6      | 天     | 2024年7月23日 | ISBN 978-988-8886-06-7 |

## 動畫

### 各話列表
OVA
- 夜叉篇

1. 風之一族!小次郎見參!!
2. 林之雷鳴!飛龍霸皇劍!!
3. 火之集結!夜叉八將軍!!
4. 山之幻夢!霧之刺客!!
5. 光之舞曲!風魔死鏡劍!!
6. 雷之終焉!呼喚戰士之聲!!

- 聖劍戰爭篇

1. 華惡崇
2. 十聖劍
3. 秩序
4. 集結
5. 鳳凰天舞
6. 輪迴轉生

- 风魔反乱篇

## 電視劇
2007年秋天開始在日本TOKYO MX・tvk・三重TV・TV神奈川等開始播放的深夜電視劇。是以原作的第一部為基礎制作的。
因為原作發表至今已經經過相當多年，所以在劇中加入許多比較現代的劇情安排、如原作中所沒有關於便利商店的場景、以及發出妨礙電波阻止對手以行動電話進行聯絡等，相當符合現今時代的新情節。
主要演員大量起用年輕新人(如飾演主角的村井良大)，不過也有數名特攝劇中的熟面孔參與演出。如飾演龍魔的進藤學(演出過「超星艦隊セイザーX」)、飾演壬生功介的藤田玲(演出過「假面騎士555」、「牙狼」)。

### 演員列表
風魔八忍衆 
- 小次郎 - 村井良大
- 龍魔 - 進藤学
- 劉鵬 - 高山猛久
- 項羽 - 坂本直弥（ON/OFF）
- 小龍 - 坂本和弥（ON/OFF）
- 霧風 - 古川雄大
- 麗羅 - 鈴木擴樹
- 兜丸 - 八代真吾
- 琳彪 - 高橋剛

白凰學院 
- 北條姫子 - 川原真琴
- 柳生蘭子 - 亞弓

誠士館（夜叉一族）
- 飛鳥武蔵 - 川久保拓司
- 壬生攻介 - 藤田玲
- 陽炎 - 田代功兒
- 紫炎 - 丸山敦史
- 白虎 - 齋藤康嘉
- 黒獅子 - 城田純
- 闇鬼 - 遠藤公太朗
- 雷電 - 原田琢磨
- 妖水 - 川田祐
- 不知火 - 板橋春樹
- 夜叉姫 - 岡本奈月

其他 
- 飛鳥繪里奈（飛鳥武藏之妹） - 今泉野乃香

## 外部連結
- 風魔の小次郎 夜叉篇 （页面存档备份，存于） - J.C.STAFF（日語）
- 風魔の小次郎 聖剣戦争篇 （页面存档备份，存于） - J.C.STAFF（日語）
- 風魔の小次郎 最終章 風魔反乱篇 （页面存档备份，存于） - J.C.STAFF（日語）
- 電視劇版官網 （页面存档备份，存于）（日語）